# Магазинна зброя

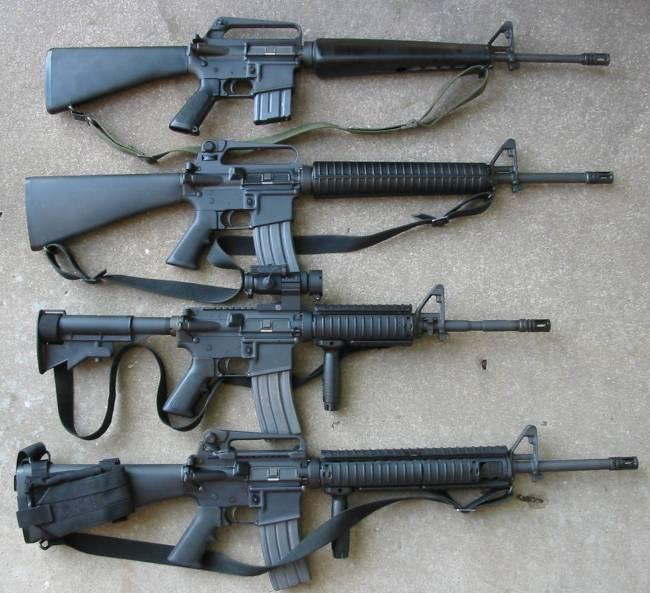
Версії M16

Магазинна зброя — вогнепальна зброя, в яку заряджається відразу декілька патронів, які вистрілюються один за одним без необхідності заряджання зброї безпосередньо перед кожним пострілом. У таких видах зброї патрони поміщаються в особливу металічну трубку чи коробку, яка називається магазином. Кількість патронів в магазинів залежить від конструкції і влаштування зброї. При відкриванні затвора зброї відбувається витягування (екстракція) і викидання (ежекція) стріляної гільзи, а при закриванні затвора автоматично захоплюється патрон із магазина і вводиться в патронник. Якщо магазин заповнений, то на заряджання зброї витрачається тільки час на відкривання і закривання ствола, що серйозно підвищує швидкість стрільби.
Наповнення магазина — в залежності від конструкції — відбувається вкладанням патронів по одному, чи відразу по декілька. Магазини можуть бути постійні, які є одним цілим зі зброєю (гвинтівка Мосіна), або приставними (M16), які можуть носитись окремо і вставлятись у зброю тільки за необхідності.

## Ручні механізми

### Ковзаючий затвор
Зброя, що використовує ковзний затвор, стріляє унітарним патроном і для відкриття і закриття ствола затвор рухається в особливій коробці назад вперед і по своїй осі. Переміщення затвора здійснюється рукояткою, яка кріпиться збоку до затвора, і для запирання каналу ствола затвор повертається зліва направо до упору гребеня затвора в праву стінку (плече) коробки. При відкритті затвора особливий пристрій (екстрактор), розміщений в його гребені, витягує із патронника стріляну гільзу; при запиранні каналу ствол затвор вводить в патронник патрон і в той же час зводить ударник, для запалювання капсуля при пострілі.

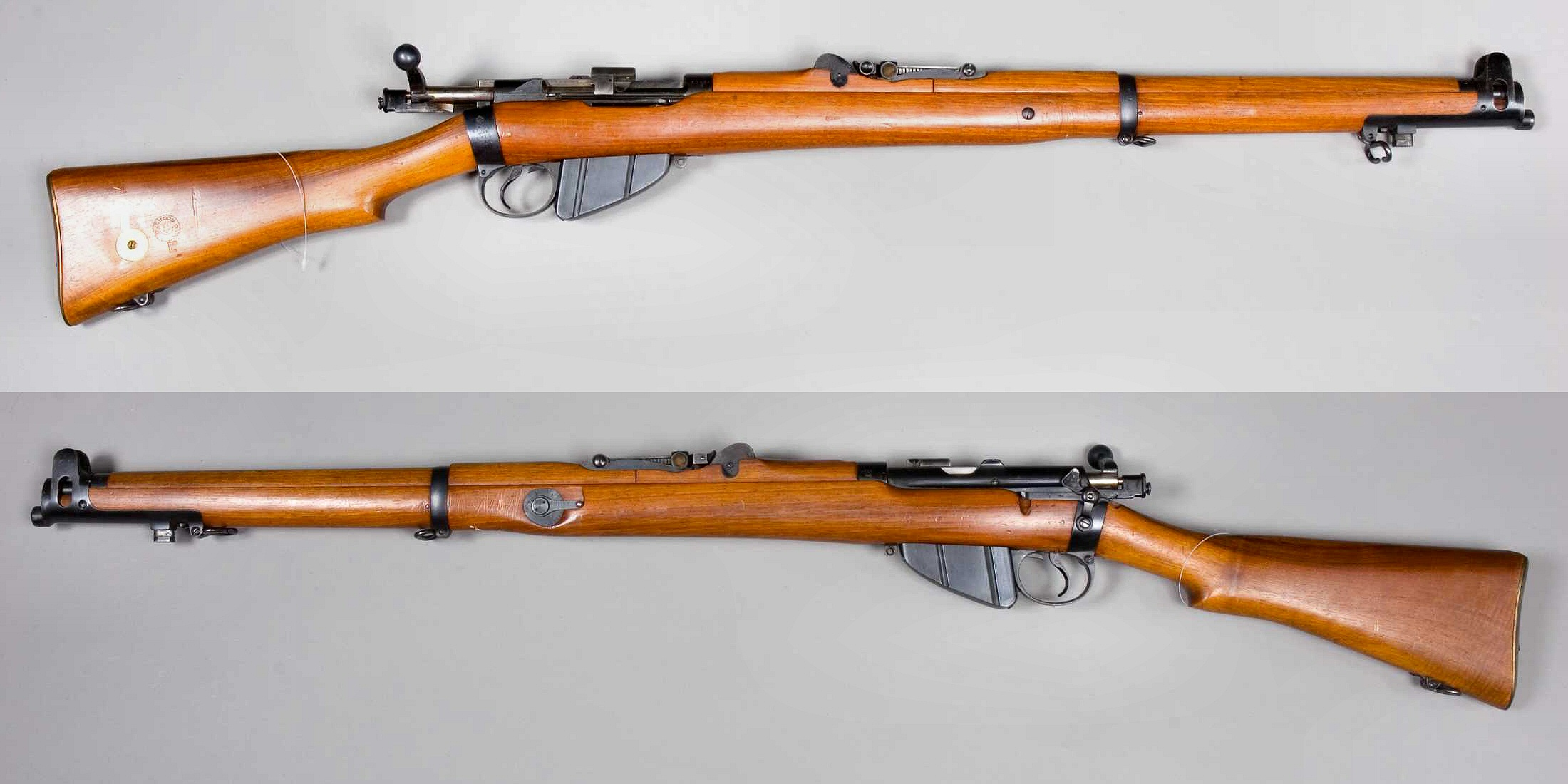
Класичний приклад гвинтівки з ковзаючим затвором — Lee-Enfield

До недоліків поздовжньо-ковзного затвора відносяться необхідність конструктивно забезпечити великий поздовжній хід — не менше довжини патрона, що веде до збільшення сукупної довжини ствольної коробки, отже — і зброї в цілому, збільшенню маси і витрати металу. Крім того, в більшості випадків потрібне застосування спеціального замикаючого пристрою, так чи інакше утримує затвор у казенного зрізу ствола під час пострілу.

### Помповий механізм
Відпирання затвора, зведення курка, та вивільнення чергового патрона з магазина відбувається при русі цівки назад (на себе), а досилання патрона в патронник і запирання затвора при русі цівки вперед (від себе). Конструктивно можливий протилежний порядок дій, однак через те, що відпирання затвора та вивільнення стріляного патрона потребує більших зусиль, фізіологічно зручніше робити це при русі руки «на себе». Суттєвим недоліком конструкції в порівнянні з автоматичною зброєю є ручне зведення, що призводить до необхідності повторного прицілювання.

### Важільний механізм
Цей механізм заснований так, що перезарядження при стрільбі здійснюється вручну напівкруговим рухом спускової скоби. Типовим зразком зброї з важільним механізмом є Remington 1100. Зважаючи на свою зручність, важільна схема перезарядки була особливо популярна в середині XIX століття серед гвинтівок, карабінів і рушниць, але іноді зустрічалася і серед пістолетів. З широким розповсюдженням бездимного пороху схема важільної дії була витіснена гвинтівками з поздовжньо-ковзним затвором.

### Клиновий затвор
Цей механізм вогнепальної зброї, що забезпечує відкривання та закривання каналу ствола шляхом поступального руху затвора перпендикулярно осі ствола (вертикально або горизонтально). Основна перевага цієї системи — незалежність розмірів замикаючого механізму та ствольної коробки від довжини патрона, що дозволяє сконструювати коротку зброю. Крім того, клиновий затвор дозволяє виконати вузол замикання надзвичайно міцним, що витримує відбій дуже потужних патронів.

## Автоматичні механізми

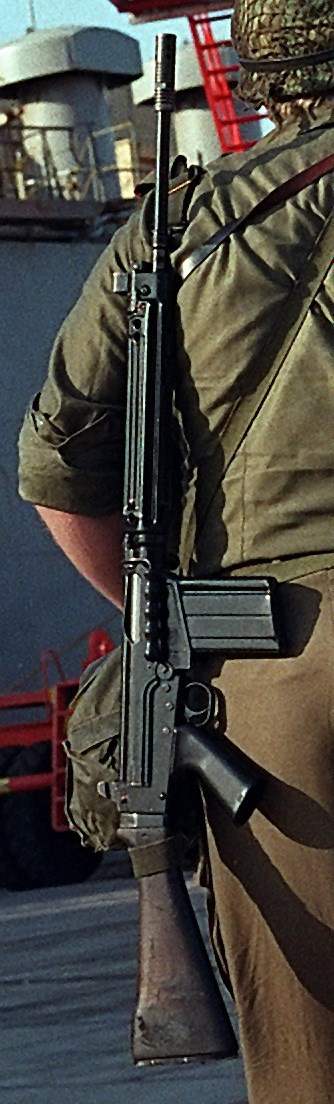
FN FAL

### Відведення порохових газів
Принцип роботи автоматики зброї (рушійного механізму затвора), заснований на відводі порохових газів з каналу ствола. Після наколювання капсуля запалюється пороховий заряд, тиск продуктів горіння якого (p = R × T/V за законом Бойля-Маріотта) виштовхує кулю з гільзи. Далі куля рухається стволом і, в якийсь момент, проходить газовідвідний отвір. Частина порохових газів через отвір спрямовується в газову трубку, в якій встановлено газовий поршень (АК) або шток (СКС).
Існує також варіанти газовідвідних механізмів з безпосередньою дією порохових газів на затворну раму (М16). Під тиском газу поршень відводить назад затворну раму, відмикаючи канал ствола. Відбувається викид гільзи. Через те, що куля до цього моменту вже залишила ствол, надлишковий тиск газів скидається через канал ствола і/або газовідвідні отвори, розташовані в газовій трубці в кінці ходу газового поршня, і поворотна пружина починає штовхати затворну раму вперед, досилаючи черговий набій у патронник.

### Вільний затвор
Принцип дії автоматики перезарядження вогнепальної зброї, при якому подовжньо-ковзний затвор не зчеплений з нерухомим стволом, а його відхід назад при пострілі сповільнюється переважно за рахунок тертя стінок гільзи о патронник і великою масою самого затвора. Вільний затвор конструктивно простіше за будь-який інший тип замикання ствола. Проте для нього характерні такі істотні недоліки, як зайва маса зброї, схильність до високого темпу стрільби і збільшення коливань зброї при стрільбі чергами за рахунок швидкого зворотно-поступального руху масивного затвора і його ударів в крайніх положеннях, що також сприяє прискореному зносу зброї. Схема з вільним затвором завдяки своїй простоті в минулому широко застосовувалася в пістолетах-кулеметах: досить назвати такі зразки, як MP-18, «Суомі», MP-40, ППШ, STEN, Uzi і багато інших.
У даний час багато пістолетів-кулеметів використовують досконаліші механізми з напіввільним затвором або навіть відведенням порохових газів, хоча вільний затвор також зберігає велику популярність в конструкторів цього виду зброї.

### Віддача ствола
Дія автоматики зброї заснована на використанні віддачі рухомого ствола, з яким під час пострілу міцно зчеплений затвор. В цьому випадку при пострілі назад відкидається не один затвор, а ствол разом із затвором. Тим самим забезпечується повне притиснення гільзи до стінок патронника протягом всього часу дії тиску в гільзі. Тому допустимі більш високий тиск і відповідно більш високі початкові швидкості відносно до зброї з вільним затвором. Розрізняють довгий і короткий хід ствола.